# Lithopagurus tribulomanus
Lithopagurus tribulomanus is een tienpotigensoort uit de familie van de Paguridae. De wetenschappelijke naam van de soort is voor het eerst geldig gepubliceerd in 2004 door McLaughlin & Lemaitre.